# 2025年別爾哥羅德州入侵
莫斯科時間2025年3月18日，約清晨5時50分，正值俄烏戰爭期間，烏克蘭武裝部隊發動一場越境突襲，入侵俄羅斯別爾哥羅德州，並與俄羅斯軍方爆發衝突。烏克蘭總統弗拉基米爾·澤連斯基於同年4月7日首次確認，烏軍目前已駐紮在別爾哥羅德州境內。

## 時序

### 3月18日
2025年3月18日，俄羅斯國防部宣稱，當日烏克蘭武裝部隊在一天內共發動5次攻擊行動。別爾哥羅德州州長維亞切斯拉夫·格拉德科夫表示，紅亞魯加區在過去24小時多次遭到炮擊，亦被49架烏克蘭無人機攻擊，其中12架已被攔截。通訊平台Telegram的軍事博客「Zapiski Veterana」指出，繼烏軍在庫爾斯克州遭挫、俄軍重新奪回蘇賈之後，烏克蘭領導層決定在俄烏邊境繼續發動軍事行動，目的是牽制俄方在當地部署的精銳部隊。同日，俄羅斯國防部亦聲稱俄軍已造成烏軍60人傷亡，並摧毀1輛坦克、7部裝甲運兵車、3部軍用工程車及1輛軍用輕型多用途車。

### 3月19日
多個俄羅斯軍事博客於3月19日早上報道指，俄軍成功擊退烏軍對杰米多夫卡、格拉福夫卡及普里列西耶的攻勢。一名與克里姆林宮有關聯的博客稱，烏軍仍然控制蘇梅州與別爾哥羅德州邊界附近的林地；另有一名俄羅斯內部人士透露，烏軍在當日稍後曾於格拉福夫卡一帶推進。

### 3月20日
2025年3月20日，烏克蘭武裝部隊總參謀部通報指，俄軍位於德米多夫卡附近的一個指揮所已被摧毀。
別爾哥羅德州州長格拉德科夫表示，紅亞魯加區局勢仍然嚴峻，並指該區日前的炮擊造成1名士兵陣亡，另有4人受傷。
俄羅斯國防部聲稱，烏軍當日的攻擊已被成功擊退，情況與烏克蘭早前發動庫爾斯克攻勢初期相似。對此，烏克蘭反虛假資訊中心主任安德烈‧科瓦連科予以否認。
作為回應，俄軍展開多輪協同攻擊行動，包括30次空襲與導彈打擊、13次由戰鬥直升機執行的空中攻擊、一次伊斯坎德爾近程彈道導彈發射、一輪Tornado-S多管火箭系統射擊，以及2次動用TOS-1A重型火焰噴射系統的攻勢。這些攻擊針對部署在烏克蘭蘇梅州、距離邊境約5至6英里的烏軍部隊。此外，俄羅斯國防部亦稱，在3月20日於別爾哥羅德方向的戰線上，俄軍共造成約150名烏軍傷亡，並摧毀4輛坦克。

### 3月21日
2025年3月21日，別爾哥羅德州州長格拉德科夫表示，紅亞魯加區的多布里諾村遭烏克蘭無人機襲擊，導致1名平民喪生，另有2人受傷，其中一人情況危殆，需送院搶救。同日，烏克蘭武裝部隊總參謀部通報稱，烏克蘭空軍成功襲擊了位於格洛托沃的一處俄羅斯邊防哨所指揮中心。俄羅斯國防部則聲稱，其防空部隊在別爾哥羅德州及庫爾斯克州上空攔截並擊落兩架無人機。據戰爭研究所的分析，烏軍當日向德米多夫卡西南方向推進。多位 親克里姆林宮軍事博客亦指出，烏軍正鞏固在德米多夫卡和普里萊斯耶周邊的據點，並派出步兵部隊向德米多夫卡、格拉福夫卡和普里萊斯耶一帶展開攻勢。

### 3月22日
截至2025年3月22日，烏軍仍然堅守於普里萊斯耶一帶及德米多夫卡南方陣地。俄羅斯國防部宣稱，當日烏軍共損失多達95人、1輛坦克、2輛裝甲戰鬥車、14輛汽車及6門火炮。

### 3月23日
軍事博主尤里·波多利亞卡聲稱，「俄軍已將烏軍逐出位於別爾哥羅德地區的德米多夫卡定居點」，但翌日流出的地理定位影片顯示，烏軍已進駐德米多夫卡的中心地帶。

### 4月7日
烏克蘭總統澤連斯基首次公開確認，烏軍正在別爾哥羅德州境內開展軍事行動。

## 反應

### 俄羅斯
俄羅斯國防部指，這次襲擊的目的是「意圖抹黑美國總統當勞·特朗普所提出的和平倡議」。

## 單位

### 烏克蘭
- 烏克蘭武裝部隊
  -  烏克蘭陸軍
    -  第33突擊團[19]
    - 第17NGU旅[19]
    - 「戰術小組」無人機系統部隊[19]

  -  乌克兰空军[20]
  -  烏克蘭空降突擊軍
    -  第80空降突擊旅[來源請求]
    -  第82空降突擊旅[來源請求]
    -  第95空降突擊旅[來源請求]

  -  烏克蘭海軍步兵
    - 第30兩棲軍
      -  第414攻擊無人機旅[19]

  -  烏克蘭國土防禦部隊
    -  第101國土防禦旅[來源請求]
    -  第106國土防禦旅[來源請求]

### 俄羅斯
- 俄羅斯聯邦武裝力量
  -  俄羅斯陸軍
    -  第18合成集團軍
      -  第20近衛合成集團軍
        -  第3摩托化步兵師[21]

    - 第44軍
      - 第128摩托化步兵旅[22]
      - 第72摩托化步兵師
        - 第22摩托化步兵團[23]
        - 第30摩托化步兵團[23]

    -  第49合成集團軍
      -  第34近衛山地摩托化步兵旅[24]

    -  第11軍
      -  第18近衛摩托化步兵師
        - 第9摩托化步兵團
          - 第1營[25]

    -  第6合成集團軍[26]
    -  第3近衛聯合軍
      - 第85摩托化步兵旅[26]
      -  第88摩托化步兵旅[26]

  -  卡德羅夫軍
    -  「阿依達」特種部隊支隊[13]

  - 俄羅斯國家作戰預備部隊
    - BARS-別爾哥羅德
    - BARS-25「Anvar」志願支隊[15]

  - 奧蘭支隊[需要解释][13]
  -  俄羅斯空天軍
    -  俄羅斯
      - 「格羅姆-卡斯卡德」無人機旅[15]
      - 「愛爾蘭」支隊[15]
      - 「八惡人」無人機部隊[19]

  -  俄羅斯空降軍
    -  第76近衛空中突擊師
      -  第234近衛空中突擊團[19]

    -  第83近衛空中突擊旅[23]

  -  俄羅斯海軍
    -  俄羅斯海軍步兵
      -  太平洋艦隊
        -  第40獨立衛隊海軍步兵旅[8]
          - 北極營[19][23]

        -  第155步兵旅[16]

      -  黑海艦隊
        -  裏海區艦隊
          -  第22軍
            -  第177海軍步兵團[27]
- 俄羅斯聯邦安全局
  -  俄羅斯邊防軍[22]